# Hieracium glomerabile
Hieracium glomerabile là một loài thực vật có hoa trong họ Cúc. Loài này được (Norrl.) Czerep. mô tả khoa học đầu tiên năm 1995.